# Campionati europei di atletica leggera 2012 - Getto del peso femminile
La gara di getto del peso femminile dei Campionati europei di atletica leggera 2012 si è svolta tra il 28 e 29 giugno allo Stadio Olimpico di Helsinki.

## Podio
| Pos.    | Atleta          | Nazionalità | Tempo   |
| ------- | --------------- | ----------- | ------- |
| Oro     | Nadine Kleinert | Germania    | 19,18 m |
| Argento | Irina Tarasova  | Russia      | 18,91 m |
| Bronzo  | Chiara Rosa     | Italia      | 18,47 m |

## Situazione pre-gara

### Record
Prima di questa competizione, il record del mondo (RM) e il record dei campionati (RC) erano i seguenti.
| Record                | Prestazione | Atleta                               | Data                              | Competizione |
| --------------------- | ----------- | ------------------------------------ | --------------------------------- | ------------ |
| Record mondiale       | 22,63 m     | Natal'ja Lisovskaja Unione Sovietica | 7 giugno 1987 Mosca, Russia       |              |
| Record dei campionati | 21,69 m     | Vita Pavlysh Ucraina                 | 20 agosto 1998 Budapest, Ungheria | Europei 1998 |

### Campioni in carica
I campioni in carica a livello olimpico e mondiale erano:
| Campione       | Atleta              | Prestazione | Data                              | Competizione        |
| -------------- | ------------------- | ----------- | --------------------------------- | ------------------- |
| Europeo        | Anna Avdeeva Russia | 19,39 m     | 27 luglio 2010 Barcellona, Spagna | Europei 2010        |
| Europeo indoor | Anna Avdeeva Russia | 18,70 m     | 5 marzo 2011 Parigi, Francia      | Europei indoor 2011 |

### La stagione
Prima di questa gara, gli atleti con le migliori tre prestazioni dell'anno erano:
| Pos. | Atleta                      | Prestazione | Data                            |
| ---- | --------------------------- | ----------- | ------------------------------- |
| 1    | Valerie Adams Nuova Zelanda | 21,03 m     | 31 maggio 2012 Roma, Italia     |
| 2    | Evgenija Kolodko Russia     | 20,22 m     | 27 maggio 2012 Adler, Russia    |
| 3    | Gong Lijiao Cina            | 20,21 m     | 25 maggio 2012 Dessau, Germania |

## Dettaglio orario
| Data           | Orario | Round          |
| -------------- | ------ | -------------- |
| 28 Giugno 2012 | 12:30  | Qualificazioni |
| 29 Giugno 2012 | 18:00  | Finale         |

## Risultati

### Qualificazioni
Accedono alla finale le atlete di ogni gruppo che raggiungono la misura di 17,40 m (Q) o le 12 migliori prestazioni (q).
| Pos. | Gruppo | Atleta               | Nazionalità   | 1ª prova | 2ª prova | 3ª prova | Misura | Note |
| ---- | ------ | -------------------- | ------------- | -------- | -------- | -------- | ------ | ---- |
| 1    | B      | Nadine Kleinert      | Germania      | 18,65    |          |          | 18,65  | Q    |
| 2    | A      | Irina Tarasova       | Russia        | 18,31    |          |          | 18,31  | Q    |
| 3    | B      | Josephine Terlecki   | Germania      | x        | 18,22    |          | 18,22  | Q    |
| 4    | A      | Christina Schwanitz  | Germania      | x        | 17,92    |          | 17,92  | Q    |
| 5    | B      | Chiara Rosa          | Italia        | 17,89    |          |          | 17,89  | Q    |
| 6    | A      | Radoslava Mavrodieva | Bulgaria      | 17,55    |          |          | 17,55  | Q    |
| 7    | A      | Anita Márton         | Ungheria      | 16,69    | 16,74    | 17,30    | 17,30  | q    |
| 8    | A      | Paulina Guba         | Polonia       | 16,63    | 17,29    | 16,80    | 17,29  | q    |
| 9    | B      | Jessica Cérival      | Francia       | 16,99    | 16,75    | 17,15    | 17,15  | q    |
| 10   | B      | Helena Engman        | Svezia        | 16,88    | x        | x        | 16,88  | q    |
| 11   | B      | Austra Skujytė       | Lituania      | 15,68    | 16,22    | 16,73    | 16,73  | q    |
| 12   | A      | Anca Heltne          | Romania       | 16,00    | 16,70    | 16,33    | 16,70  | q    |
| 13   | B      | Úrsula Ruiz          | Spagna        | 16,35    | 16,24    | 16,39    | 16,39  |      |
| 14   | B      | Eden Francis         | Gran Bretagna | 15,83    | x        | 16,35    | 16,35  |      |
| 15   | A      | Julaika Nicoletti    | Italia        | x        | 15,94    | x        | 15,94  |      |
| 16   | A      | Anastasia Muchkaev   | Israele       | 14.37    | x        | 15,83    | 15,83  |      |
| 17   | B      | Valentina Muzarić    | Croazia       | 14.55    | x        | 15,33    | 15,33  |      |
| 18   | A      | Suvi Helin           | Finlandia     | 14.69    | 14.73    | 15,05    | 15,05  |      |

### Finale
| Pos     | Atleta               | Nazionalità | 1ª prova | 2ª prova | 3ª prova | 4ª prova | 5ª prova | 6ª prova | Risultato | Note                                     |
| ------- | -------------------- | ----------- | -------- | -------- | -------- | -------- | -------- | -------- | --------- | ---------------------------------------- |
| Oro     | Nadine Kleinert      | Germania    | 18,58    | 19,15    | 19,15    | 19,18    | x        | x        | 19,18     |                                          |
| Argento | Irina Tarasova       | Russia      | 18,53    | 18,79    | 18,91    | x        | 18,54    | 18,72    | 18,91     |                                          |
| Bronzo  | Chiara Rosa          | Italia      | x        | 17,95    | 17,72    | 18,26    | 18,47    | 18,07    | 18,47     |                                          |
| 4       | Josephine Terlecki   | Germania    | 18,33    | 18,16    | x        | 17,85    | x        | x        | 18,33     |                                          |
| 5       | Christina Schwanitz  | Germania    | x        | 18,25    | 18,10    | 17,77    | x        | 17,49    | 18,25     |                                          |
| 6       | Radoslava Mavrodieva | Bulgaria    | 18,14    | x        | 17,73    | x        | 17,89    | x        | 18,14     |                                          |
| 7       | Anita Márton         | Ungheria    | 17,19    | 17,39    | 17,31    | 17,48    | 17,93    | 17,52    | 17,93     |                                          |
| 8       | Helena Engman        | Svezia      | 17,64    | 17,44    | x        | 17,18    | x        | x        | 17,64     | Miglior prestazione personale stagionale |
| 9       | Jessica Cérival      | Francia     | 17,20    | x        | x        |          |          |          | 17,20     |                                          |
| 10      | Paulina Guba         | Polonia     | 17,09    | x        | x        |          |          |          | 17,09     |                                          |
| 11      | Austra Skujytė       | Lituania    | 16,53    | x        | 16,50    |          |          |          | 16,53     |                                          |
| 12      | Anca Heltne          | Romania     | 16,36    | 16,39    | 16,36    |          |          |          | 16,39     |                                          |